# Еліас Ешмол
Еліас Ешмол (нар. 23 травня 1617 року в Лічфілді, Стаффордшир, Англія — пом. 18 або 19 травня 1692 року в Саут-Ламбеті поблизу Лондона) — британський науковець, адвокат, алхімік, історик і колекціонер, що мав зв'язки з Оксфордським університетом. Засновник Музею Ешмола.

## З біографії
Ешмол народився 23 травня 1617 року на вулиці Бредмаркет, Лічфілд, Стаффордшир. Його сім'я була відомою, але на час народження Ешмола їхні статки занепали. Його мати, Енн, була дочкою заможного драпірувальника з Ковентрі Ентоні Боуєра і родичкою Джеймса Пейджета, барона казначейства. Його батько, Саймон Ешмол (1589—1634), був шорником, який служив солдатом в Ірландії та Європі. Еліас відвідував Лічфілдську гімназію (нині школа короля Едуарда VI) і став хористом у Лічфілдському соборі. У 1633 році він переїхав жити до Лондона як наставник синів Пейджета, а в 1638 році, за допомогою Джеймса Пейджета, здобув кваліфікацію адвоката. Він мав успішну юридичну практику в Лондоні й одружився з Елеонорою Мейнварінг (1603—1641), представницею декласованої чеширської аристократичної родини, яка померла вагітною всього через три роки, 6 грудня 1641 року. Ще у свої ранні двадцять років Ешмол зробив перші кроки до статусу й багатства. Він також став союзником генерал-майора Чарльза Ворслі (який помер 12 червня 1656 року і похований у Вестмінстерському абатстві), шурина своєї сестри Мері Ешмол, яка вийшла заміж за Джона Бута з Салфорда. 
Ешмол підтримав сторону Карла I у Громадянській війні. З початком бойових дій у 1642 році він виїхав з Лондона до будинку свого тестя, Пітера Мейнварінга у Смолвуді, графство Чешир. Там він жив усамітненим життям до 1644 року, коли його призначили королівським комісаром акцизів у Лічфілді.
У 1646 році він брав участь разом з астрологом Вільямом Ліллі, лікарем Томасом Вартоном, математиком Вільямом Отредом та іншими у заснуванні «Дому Соломона», наукової установи, вигаданої Френсісом Беконом в його утопічному романі «Нова Атлантида». Зі щоденників Ешмола відомо, що 16 жовтня 1646 року він приєднався до масонської ложі у Воррінгтоні (Ланкашир) у жовтні 1646 року разом з полковником Генрі Мейнварінгом з Карінчама (Чешир); його покажуть разом із Робертом Мореєм (записано 20 квітня). Травень 1641) як один із перших спекулятивних масонів.
У 1650-х роках Ешмол активно займався алхімією і перекладав з латини на англійську алхімічні книги, зокрема книгу сина Джона Ді Артура Ді. У цьому йому допомагав Вільям Бекгаус, землевласник і любитель алхімії, який навчав Ешмола і став для нього як батько. Його Theatrum Chemicum Britannicum, збірка алхімічних віршів англійською мовою, опублікована в 1652 році, вважається справжнім шедевром і була високо оцінена в алхімічних колах. Ешмол також опублікував під псевдонімом Джеймс Хасолл (анаграма його імені) англійський переклад Fasciculus Chemicus (1650) Артура Ді, і мав прізвисько алхіміка Mercuriophilus Anglicus.
Приблизно в 1682 році він пожертвував Оксфордському університету свою велику колекцію історичних документів і раритетів, яка утворилася значною мірою після захоплення Tradescantianum Musaeum, створеного королівськими садівниками Джоном Традескантом Старшим і його сином Джоном Традескантом Молодшим. Ця колекція лягла в основу Музею Ешмола, який спершу був розміщений в Старій будівлі Ешмола, де зараз розташований Музей історії науки в Оксфорді. Бернард Ешмол був одним із його нащадків.
Ешмол був «оригінальним членом» Королівського товариства.